# Tomé José de Barros Queirós

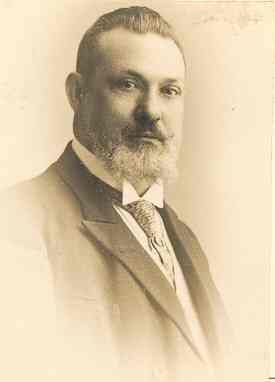
Tomé de Barros Queirós

Tomé José de Barros Queirós (* 2. Februar 1872 in Ílhavo; † 5. Mai 1925 in Lissabon) war ein portugiesischer Politiker aus der Zeit der ersten Republik. Er war Abgeordneter, Bürgermeister, Finanzminister und schließlich Regierungschef seines Landes.

## Leben
Barros Queirós stammte aus einfachen Verhältnissen, kam bereits in früher Jugend nach Lissabon und begann noch als Kind mit acht Jahren als Verkäufer zu arbeiten. 20 Jahre später gehörte ihm die Firma, in der er als Kind angefangen hatte. Er hatte den Ruf, einer der besten Kaufleute Lissabons zu sein, und wurde 1911 zum ersten Mal ins portugiesische Parlament gewählt, 1912–1913 war er bereits Vizepräsident des Parlamentes.
Barros Queiros war sein ganzes Leben überzeugter Republikaner, er trat bereits 1888 in die Republikanische Partei ein. Als diese sich nach dem Sturz der Monarchie in Portugal schließlich teilte, gehörte er ab 1911 den Unionisten des Brito Camacho an, die aus dem rechtsliberal-konservativen Flügel der Republikaner hervorgegangen waren. Unionisten und Evolutionisten vereinigten sich 1919 zu den Liberal-Republikanern und es war für diese Partei, dass Barros Queirós schließlich die portugiesische Regierung führte. Ab 1923 gehörte er dann der Republikanisch-Nationalistischen Partei an, zu der sich die verschiedenen konservativen Parteien des Landes vereinigt hatten.
Bereits 1908 trat er in das portugiesische Finanzministerium ein, in dem er eine Reihe wichtiger Posten innehatte. Im gleichen Jahr wurde er auch Bürgermeister von Santa Justa, einem Stadtteil von Lissabon. Von 1915 bis 1916 trat er schließlich als Finanzminister zum ersten Mal in die portugiesische Regierung ein. Am 23. Mai 1921 wurde er Ministerpräsident. Seine kurze Regierung war von finanziellen Problemen gekennzeichnet. Um die dramatische Schieflage des Etats auszugleichen, hatte Afonso Costa versprochen, Portugal in den USA einen Kredit von 50 Millionen US-Dollar zu verschaffen. Nachdem dieser Kredit jedoch nicht zustande gekommen war, geriet die gesamte Regierung in Misskredit, so dass Barros Queirós bereits am 30. August 1921 sein Amt an seinen Parteifreund António Granjo abgeben musste.